# Lukas Hofer
Lukas Hofer (* 30. September 1989 in Bruneck, Südtirol) ist ein italienischer Biathlet und Gleitschirmpilot. Nach zwei Junioren-Weltmeistertiteln debütierte er 2009 im Biathlon-Weltcup, wo er 2014 zum ersten Mal ein Einzelrennen für sich entschied. 2011 holte er die WM-Silbermedaille im Massenstart. Weitere Erfolge feierte Hofer mit der italienischen Mixed- und Single-Mixed-Staffel, mit denen er mehrere zusätzliche Medaillen bei Weltmeisterschaften und Olympischen Winterspielen gewann.

## Sportliche Laufbahn

### Anfänge und Erfolge im Juniorenbereich (bis 2009)
Der aus St. Lorenzen im Pustertal stammende Hofer trainierte in seiner Kindheit zunächst Skilanglauf, ehe er im Alter von elf Jahren zum Biathlonsport wechselte. Anfangs startete er für den Amateursportverein Antholz (A.S.D. Anterselva), in seinem 18. Lebensjahr trat er der Sportgruppe der Carabinieri bei. Bereits als Junior wurde Hofer von Andreas Zingerle betreut, der später den Posten des Cheftrainers der italienischen Biathlon-Nationalmannschaft übernahm.
Im Nachwuchsbereich nahm Hofer ab 2007 an mehreren internationalen Meisterschaften teil. Bei den Jugendweltmeisterschaften 2008 in Ruhpolding belegte er sowohl im Einzelrennen als auch in der Verfolgung den vierten Platz und gewann gemeinsam mit Pietro Dutto und Dominik Windisch die Bronzemedaille in der Staffel. In der Altersklasse der Junioren gewann er im folgenden Jahr in Canmore die Weltmeistertitel im Sprint und in der anschließenden Verfolgung. Dabei profitierte er insbesondere von seiner Laufleistung: In der Verfolgung verfehlte er zwar sechs von zwanzig Scheiben, hatte aber dennoch 17 Sekunden Vorsprung auf Simon Schempp, der lediglich zwei Strafrunden gelaufen war. Hofer behielt diese Laufstärke auch in seiner weiteren Karriere bei und war später im Biathlon-Weltcup drei bis vier Prozent schneller auf der Loipe als der Schnitt des Teilnehmerfeldes. In der Saison 2018/19 war er damit etwa hinter Johannes Thingnes Bø der zweitschnellste Biathlet im Weltcup. Für Aufsehen sorgte bereits während Hofers Juniorenzeit die Art, wie er den Schießstand verließ: Anstatt sein Gewehr mit beiden Händen zu schultern, warf er es mit der linken Hand auf den Rücken und griff gleichzeitig mit der rechten Hand nach seinen Stöcken. Hofer äußerte sich davon überzeugt, dass ihm diese Technik pro Schießen einen Zeitvorteil von zwei bis drei Sekunden einbrachte. Mehrere Athleten adaptierten Hofers Bewegungsabläufe, auch Laura Dahlmeier orientierte sich der Angabe ihres Heimtrainers zufolge daran.

### Aufstieg im Weltcup (2009 bis 2014)
Sein Debüt im Biathlon-Weltcup gab Hofer im Alter von 19 Jahren im Januar 2009 in Oberhof mit einem 53. Rang im Sprint. Im darauffolgenden Sommer wurde er in den italienischen A-Kader aufgenommen und ab der Saison 2009/10 regelmäßig in der höchsten Wettkampfserie im Erwachsenenbereich eingesetzt. Dabei erreichte er mehrmals Platzierungen unter den besten 20 und stand im März 2010 in Kontiolahti an der Seite von Katja Haller, Karin Oberhofer und Christian De Lorenzi mit der Mixed-Staffel auf dem Podest. Bei seiner ersten Teilnahme an Olympischen Spielen erreichte er als bestes Einzelergebnis einen 46. Rang im 20-Kilometer-Rennen.
Nachdem Hofer im Winter 2010/11 bereits sieben Top-Ten-Ergebnisse erzielt hatte und bei den (weniger stark besetzten) Europameisterschaften Dritter des Sprints geworden war, gewann er im März 2011 bei den Weltmeisterschaften in Chanty-Mansijsk die Silbermedaille im Massenstart. Eingangs des letzten Schießens war er nach bis dahin 15 Treffern Teil einer dreiköpfigen Führungsgruppe um Emil Hegle Svendsen und Tarjei Bø. Im abschließenden Stehendanschlag verfehlte Hofer eine Scheibe und belegte letztlich hinter Svendsen und dem Russen Jewgeni Ustjugow Rang drei, welcher nach 14 Jahren wegen Dopings nachträglich disqualifiziert wurde. Somit erhielt Hofer nachträglich die Silbermedaille. Er beendete die Saison als Zwölfter des Gesamtweltcups und war damit bester Athlet seines Teams.
In den folgenden Jahren etablierte sich Hofer in der erweiterten Weltspitze und war mit den Positionen 24, 20 und 15 in der Gesamtwertung des Weltcups jeweils der am besten platzierte Italiener. Mit der Männerstaffel, der neben ihm Christian De Lorenzi sowie die Brüder Markus und Dominik Windisch angehörten, entschied er im Januar 2012 nach 18 Jahren wieder ein Staffelrennen für Italien. Hofer übernahm das Rennen als Schlussläufer an zweiter Stelle mit mehr als 40 Sekunden Rückstand auf die führende russische Mannschaft, deren vierten Vertreter Alexei Wolkow er beim letzten Schießen überholte. Seinen ersten Weltcupsieg in einem Einzelrennen feierte Hofer am 17. Januar 2014: Im Sprint von Antholz schoss er einen Fehler und belegte zeitgleich mit Simon Schempp – für den es ebenfalls der erste Einzelsieg war – den ersten Rang.

### Staffelmedaillen bei Olympia und Weltmeisterschaften (seit 2014)

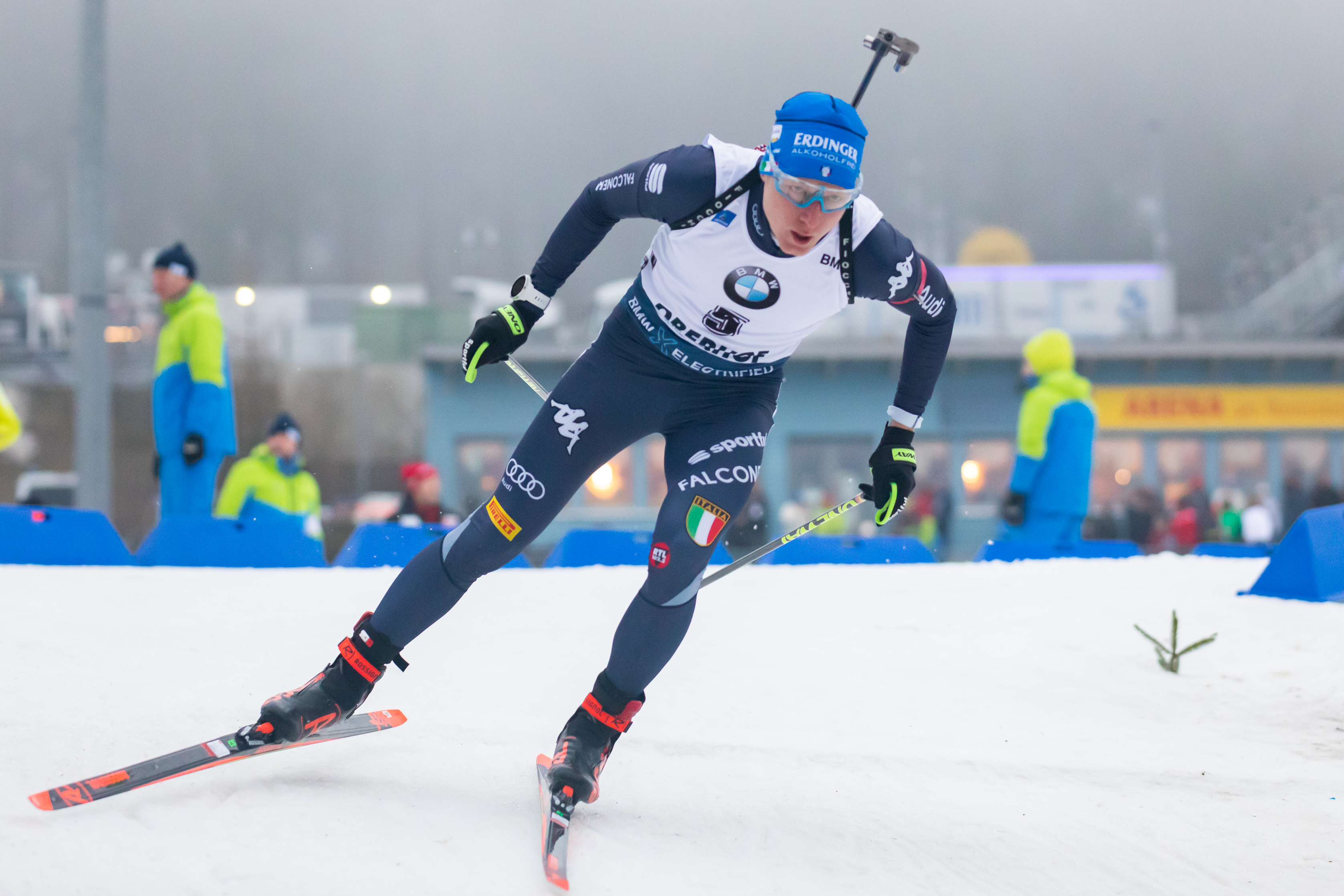
Hofer beim Biathlon-Weltcup 2020 in Oberhof

Bei den Olympischen Winterspielen 2014 in Sotschi zählte erstmals die Mixed-Staffel zum olympischen Programm. Hofer trat dort gemeinsam mit Dorothea Wierer, Karin Oberhofer und Dominik Windisch an und gewann mit der Bronzemedaille die einzige italienische Biathlonmedaille der Winterspiele. Auch in den folgenden Jahren fuhr die gemischte Staffel in ähnlicher Konstellation – ab 2016 nahm Lisa Vittozzi den Platz Oberhofers ein – mehrere Podiumsergebnisse im Weltcup und bei Großereignissen ein: Bei Olympia 2018 in Pyeongchang belegte das Quartett erneut Rang drei, ebenso bei den Weltmeisterschaften 2019. Bei der Heim-WM 2020 in Antholz gewann die Mixed-Staffel Silber. Hofer blieb dabei an dritter Stelle laufend ohne Fehlschuss und übergab in etwa gleichauf mit den Norwegern, die letztlich mit 15 Sekunden Vorsprung gewannen. Von 2018 an wurden Hofer, Windisch, Wierer und Vittozzi gesondert vom restlichen italienischen Kader in einem Eliteteam von Andreas Zingerle und Andrea Zattoni betreut. Im März 2018 sowie im November 2019 gewannen die vier Athleten zwei Mixed-Staffel-Rennen im Weltcup. Hofer war zudem an der Seite von Dorothea Wierer im Februar 2019 auch einmal in der Single-Mixed-Staffel siegreich und gewann mit ihr bei den Weltmeisterschaften 2019 die Silbermedaille in dieser Disziplin. Jenseits der vom Weltverband IBU ausgetragenen Wettkämpfe entschieden Wierer und Hofer die World Team Challenge 2018 in der Veltins-Arena für sich.
In Einzelrennen blieb Hofer ohne eine weitere Medaille bei Großereignissen. Auch im Weltcup erreichte er nach seinem Sprintsieg von Antholz 2014 vier Jahre lang kein weiteres Podestergebnis, während sein Mannschaftskollege Dominik Windisch erstmals ein Rennen gewann und sich auch in der Weltcup-Gesamtwertung 2016 und 2017 vor Hofer platzierte. Hofer unterzog sich, nachdem er über längere Zeit mit Atemschwierigkeiten zu kämpfen hatte, im Sommer 2017 einer Nasennebenhöhlen-Operation zur Befreiung der Atemwege. Unter anderem darauf führte er seine in der Folge steigenden Leistungen zurück: Über die Saison 2017/18 erreichte er in 11 von 22 Weltcuprennen die Top Ten und stand zum Ende des Winters bei den Verfolgungen von Oslo und Tjumen als Zweiter beziehungsweise Dritter – jeweils bei Siegen von Martin Fourcade – auf dem Podium. Im Gesamtweltcup belegte er am Saisonende den fünften Rang. Auch 2018/19 gelang Hofer in zwei Einzel-Wettkämpfen (der Verfolgung in Oberhof und dem Sprint in Oslo) der Sprung unter die besten Drei sowie ein weiteres Top-Ten-Resultat im Gesamtweltcup mit dem zehnten Platz. Seinen zweiten Weltcupsieg in einem Einzelrennen feierte er sieben Jahre nach seinem ersten Erfolg im März 2021 im Sprint von Östersund: Nach zwei fehlerfreien Schießen und mit einer der besten Laufzeiten schlug er Sebastian Samuelsson um vier Sekunden. Bei den Olympischen Winterspielen 2022 in Peking blieb Hofer in der Verfolgung als einziger Athlet außer dem Olympiasieger Quentin Fillon Maillet ohne Fehlschuss und beendete das Rennen auf dem vierten Rang. Im Frühjahr 2022 wurde er binnen weniger Wochen an beiden Schultern wegen einer Arthrose operiert.
Wegen ständiger Sehnenscheidenentzündungen am Schienbein verpasste Hofer nahezu die gesamte Saison 2022/23 und startete nur bei den Weltmeisterschaften in Oberhof. Er unterzog sich mehreren Operationen, unter anderem im Frühjahr 2023 am Meniskus. Anschließend bereitete er sich wie schon 2022 zeitweise gemeinsam mit dem schwedischen Nationalteam unter Anleitung von Johannes Lukas auf die Wettkampfsaison vor. 2023/24 startete Hofer wieder durchgängig im Weltcup und erreichte mit der italienischen Männerstaffel in drei Rennen das Podest.

### Karriere als Gleitschirmpilot
Neben dem Biathlon verfolgt Hofer das Gleitschirmfliegen und stellte dabei im Juli 2018 im Hike & Fly – einer Kombination aus Wandern und Gleitschirmfliegen, bei der der Gleitschirm als Abstiegshilfe verwendet wird – einen Weltrekord auf, der am 16. Juni 2021 wieder übertroffen wurde. Hofer stieg innerhalb von 24 Stunden zehnmal auf den Kronplatz auf und sammelte dabei insgesamt 13.040 Höhenmeter.
Hofer qualifizierte sich für die elfte Ausgabe des Red Bull X-Alps 2023, musste von der Teilnahme allerdings verletzungsbedingt zurücktreten. Der Wettbewerb gilt als inoffizielle Weltmeisterschaft im Biwakfliegen.

## Persönliches
Lukas Hofers beide Schwestern waren ebenfalls im Skilanglauf beziehungsweise Biathlon aktiv. Seit Beginn der 2010er Jahre veranstaltet er zum Saisonende in Antholz ein jährliches Gaudi-Biathlon-Rennen, in dem sowohl erfahrene als auch unerfahrene Sportler in zufällig ausgelosten Staffeln antreten. Das Rennen war ursprünglich als Feier für seinen Fanclub konzipiert, gewann aber in den folgenden Jahren an Teilnehmern.

## Statistik

### Weltcupsiege
| Nr. | Datum         | Ort       | Disziplin |
| --- | ------------- | --------- | --------- |
| 1.  | 17. Jan. 2014 | Antholz   | Sprint    |
| 2.  | 19. März 2021 | Östersund | Sprint    |

| Nr. | Datum         | Ort         | Disziplin              |
| --- | ------------- | ----------- | ---------------------- |
| 1.  | 5. Jan. 2012  | Oberhof     | Staffel 1              |
| 2.  | 10. März 2018 | Kontiolahti | Mixed-Staffel 2        |
| 3.  | 17. Feb. 2019 | Midway      | Single-Mixed-Staffel 3 |
| 4.  | 30. Nov. 2019 | Östersund   | Mixed-Staffel 2        |

### Weltcupplatzierungen
Die Tabelle zeigt alle Platzierungen (je nach Austragungsjahr einschließlich Olympische Spiele und Weltmeisterschaften).
- 1.–3. Platz: Anzahl der Podiumsplatzierungen
- Top 10: Anzahl der Platzierungen unter den ersten zehn (einschließlich Podium)
- Punkteränge: Anzahl der Platzierungen innerhalb der Punkteränge (einschließlich Podium und Top 10)
- Starts: Anzahl gelaufener Rennen in der jeweiligen Disziplin
- Staffel: inklusive Mixed- und Single-Mixed-Staffeln

| Platzierung                    | Einzel | Sprint | Verfolgung | Massenstart | Staffel | Gesamt |
| ------------------------------ | ------ | ------ | ---------- | ----------- | ------- | ------ |
| 1. Platz                       |        | 2      |            |             | 4       | 6      |
| 2. Platz                       |        | 2      | 1          |             | 8       | 11     |
| 3. Platz                       |        | 2      | 4          | 1           | 8       | 15     |
| Top 10                         | 7      | 28     | 26         | 12          | 76      | 149    |
| Punkteränge                    | 24     | 94     | 81         | 47          | 95      | 341    |
| Starts                         | 39     | 127    | 90         | 47          | 96      | 399    |
| Stand: nach der Saison 2023/24 |        |        |            |             |         |        |

### Olympische Winterspiele
|                                             | Einzelwettbewerbe | Einzelwettbewerbe | Einzelwettbewerbe | Einzelwettbewerbe | Staffelwettbewerbe | Staffelwettbewerbe |
| Sprint                                      | Verfolgung        | Einzel            | Massenstart       | Herrenstaffel     | Mixedstaffel       |                    |
| ------------------------------------------- | ----------------- | ----------------- | ----------------- | ----------------- | ------------------ | ------------------ |
| Olympische Winterspiele 2010 \| Vancouver   | 56.               | 54.               | 46.               | –                 | 12.                |                    |
| Olympische Winterspiele 2014 \| Sotschi     | 12.               | 17.               | 14.               | DNF               | 5.                 | 3.                 |
| Olympische Winterspiele 2018 \| Pyeongchang | 10.               | 10.               | 63.               | 18.               | 12.                | 3.                 |
| Olympische Winterspiele 2022\| Peking       | 14.               | 4.                | 27.               | 27.               | 7.                 | 9.                 |

### Biathlon-Weltmeisterschaften
|                                               | Einzelwettbewerbe | Einzelwettbewerbe | Einzelwettbewerbe | Einzelwettbewerbe | Staffelwettbewerbe | Staffelwettbewerbe | Staffelwettbewerbe |
| Sprint                                        | Verfolgung        | Einzel            | Massenstart       | Herrenstaffel     | Mixedstaffel       | S.-M.-Staffel      |                    |
| --------------------------------------------- | ----------------- | ----------------- | ----------------- | ----------------- | ------------------ | ------------------ | ------------------ |
| Mixed-Weltmeisterschaft 2010 Chanty-Mansijsk  | Nicht ausgetragen | Nicht ausgetragen | Nicht ausgetragen | Nicht ausgetragen | Nicht ausgetragen  | 8.                 | nicht ausgetragen  |
| Weltmeisterschaften 2011 Chanty-Mansijsk      | 27.               | 16.               | 09.               | 2.                | 05.                | 5.                 | nicht ausgetragen  |
| Weltmeisterschaften 2012 Ruhpolding           | 20.               | 31.               | 13.               | 16.               | 04.                | 9.                 | nicht ausgetragen  |
| Weltmeisterschaften 2013 Nové Město na Moravě | 07.               | 14.               | 11.               | 21.               | 07.                | 4.                 | nicht ausgetragen  |
| Weltmeisterschaften 2015 Kontiolahti          | 50.               | 24.               | 30.               | –                 | 12.                | 7.                 | nicht ausgetragen  |
| Weltmeisterschaften 2016 Oslo                 | 31.               | 75.               | –                 | –                 | 11.                | 8.                 | nicht ausgetragen  |
| Weltmeisterschaften 2017 Hochfilzen           | 34.               | 56.               | DNS               | –                 | 05.                | 4.                 | nicht ausgetragen  |
| Weltmeisterschaften 2019 Östersund            | 05.               | 52.               | 42.               | 17.               | 15.                | 3.                 | 2.                 |
| Weltmeisterschaften 2020 Antholz              | 13.               | 21.               | 20.               | 18.               | 07.                | 2.                 | 9.                 |
| Weltmeisterschaften 2021 Pokljuka             | 19.               | 13.               | 15.               | 07.               | 06.                | 6.                 | 5.                 |
| Weltmeisterschaften 2023 Oberhof              | 72.               | 28.               | 35.               | –                 | 07.                | –                  | –                  |
| Weltmeisterschaften 2024 Nové Město na Moravě | 24.               | 18.               | 09.               | 19.               | 06.                | –                  | –                  |
| Weltmeisterschaften 2025 Lenzerheide          | 70.               | 16.               | 20.               | 08.               | 05.                | 7.                 | –                  |